# Драган Огњановић
Драган Огњановић (Прокупље, 1972) српски је песник и прозни писац.

## Биографија
Рођен у Прокупљу 1972. године. Завршио је на Филолошком факултету у Београду студијску групу Српска књижевност и језик са општом књижевношћу. Ради у библиотеци у Прокупљу. Дугогодишњи гл. уредник часописа за књижевност, уметност и друштвена питања ТОК и гл. уредник годишњака "Топлички венац".
Објављивао је афоризме у периодици, у радио емисијама и бројним сатиричним сајтовима. Заступљен је у бројним антологијама, зборницима и панорамама, хумора и сатире. Добитник је више значајних награда за сатиру: Вибова награда (1998), Млади јеж (1998), 2. награда за афоризам - Златна Кацига Крушевац (2000), Победничка диплома фестивала хумора и сатире Смејада - Бања Лука (2009), награда "Радоје Домановић" УКС 2022. Први је српски писац који је наступао после грађанског рата у СФРЈ у књижевном програму загребачког Студентског центра (2007) представивши још увек необјављени рукопис збирке хумористичког афоризма "Насмејана страна света". Афоризми су му превођени на више светских језика. Пише поезију, прозу, књижевно-критичке и књижевно-историјске текстове.

## Дела
- "Афограф", Беографити: Београд (1999)
- "Страдијанске хронике", Алма: Београд (2011)

Приредио: Раде Драинац "Бандит или песник" - изабране песме, Удружење српских издавача: Београд - Интелекта: Ваљево (2015)
- "Насмејана страна света", Народна библиотека "Раде Драинац": Прокупље, 2016.
- "Прекобројни годови", Ревнитељ: Ниш (2019) - (збирка поезије)
- Приредио: "Године заплета" - Антологија српског афоризма од пада Берлинског до пада српског зида - Народна библиотека "Раде Драинац" Прокупље (2020)
- "Ноћне", СРЖ-Удружење српских издавача: Београд (2023) - (збирка поезије)